# Петру III Церцел
Петру III, по прякор Церцел (Обицата) (на румънски: Petru Cercel; 1545 – 1590), е владетел на Влашко от 1583 до 1585 г. Прякорът му Обицата идва от носената от него халка на дясното ухо подобно на съществувалата по това време мода във Франция сред т.нар. миньони – фаворитите на френските крале.

## Живот
Син на княз Петрешку I Добрия, той е изпратен десетгодишен в Истанбул като заложник, за да се гарантира лоялността на баща му към османците. След това е екстрадиран първоначално на остров Родос (до смъртта на султан Сюлейман Великолепни през 1566 г.), а по-късно по заповед на султан Селим II е преместен в Трабзон, Сирия и Кипър.
В младостта си пътува непрестанно из Европа – Виена, Генуа, Рим (където е приет от папата), Париж в усилията си да намери политическа подкрепа, за да се възкачи на трона. През 1579 г. получава такава във Франция и през 1581 г. с помощта на френския посланик в Османската империя посещава Истанбул. Чрез подкупи и интриги си спечелва султанското благоволение срещу Катерина Салваресо, вдовицата на Александру II Мирчо, изпълняваща ролята на регент на малолетния Михня II Турчин. Катерина и Михня II са изпратени в Триполи и Петру III заема трона.
В началото новият княз жъне голям успех сред сънародниците си, за което спомагат както младостта, елегантността, изисканите му маниери, придобити из Европа, така и споменът за баща му Петрешку Добрия, чието управление е запомнено като изпълнено с мир и спокойствие. Но мащабните проекти на Петру за преустройване облика на влашките градове изискват много средства, същевременно той се нуждае от значителни суми, за да си възстанови поне част от вложените средства за подкупи на османските висшестоящи – всичко това налага увеличаване на данъчното бреме. Опитът му за налагане на нови порядки под влияние на големия брой негови придворни французи и италианци предизвиква недоволството на болярите.
На 16 април 1585 г. Петру губи трона, тъй като Михня II успява да изплати на османците огромни суми, с което накланя тяхното благоразположение в своя полза. Петру бяга в Трансилвания, където е задържан, но съумява да избяга, спускайки се с въже от замъка Мукачево, и се озовава във Венеция, оттам в Османската империя, където обаче е затворен в кулата Еди куле. Михня II Турчин, опасявайки се, че Петру може да си възвърне добрите позиции във властта, плаща 70 000 дуката подкуп на султана и още 20 000 на великия везир, за да премахнат съперника му. Така през април 1590 г. османците съобщават на Петру, че ще бъде върнат на Родос, но по време на пътуването дотам е удавен в морето.
Известно е, че Петру Церцел е полиглот и пише стихове на тоскански (през 1586 г. той публикува във Венеция „Възхвала на Бога“).

## Потомство
От връзките си с няколко неизвестни по име жени Петру Церцел има четирима сина според неговия италиански секретар и съветник Франко Сивори: Димитрие, Йоан, Раду Петру и Марко Церцел, който става управител на Молдова през 1600 г. от името на своя чичо Михай Витязул.